# Ernest Sands
Ernest M. Sands (* 30. April 1922 in Alberta, Kanada; † 9. April 2012 in Minot, North Dakota) war ein US-amerikanischer Politiker. Zwischen 1981 und 1985 war er Vizegouverneur des Bundesstaates North Dakota.

## Werdegang
Ernest Sands wurde 1922 in der kanadischen Provinz Alberta als Sohn amerikanischer Eltern geboren. Seit 1930 lebte seine Familie in Minot, wo er die öffentlichen Schulen einschließlich der High School besuchte. Außerdem absolvierte er das dortige Minot State Teachers College, die heutige Minot State University. Dann studierte er an der University of North Dakota Wirtschaftslehre. Während des Zweiten Weltkrieges diente er im Fliegerkorps der United States Army. Bei einem Luftangriff auf Köln wurde sein Flugzeug im Oktober 1944 abgeschossen. Er sprang mit dem Fallschirm ab und konnte sich noch bis in den Süden Deutschlands durchschlagen, ehe er dort in Kriegsgefangenschaft geriet. Ende April 1945 wurde er von Truppen unter dem Kommando von General George S. Patton befreit.
Nach dem Krieg beendete er sein Studium an der University of North Dakota. Dann zog er nach Velva, wo er in verschiedenen Branchen arbeitete. Unter anderem betrieb er ein Beerdigungsinstitut, einen Eisenwarenladen und ein Möbelgeschäft. Politisch schloss er sich der Republikanischen Partei an. Im Jahr 1960 wurde er Mitglied im Gemeinderat und 1962 Bürgermeister in Velva. Zwischen 1966 und 1980 mit einer kurzen Unterbrechung zwischen in den Jahren 1971 und 1972 saß er im Senat von North Dakota. 1980 wurde Sands an der Seite von Allen I. Olson zum Vizegouverneur von North Dakota gewählt. Dieses Amt bekleidete er zwischen 1981 und 1985. Dabei war er Stellvertreter des Gouverneurs und Vorsitzender des Staatssenats. Sands war Mitglied zahlreicher Organisationen und Vereinigungen.  Er starb am 9. April 2012 in Minot.